# NGC 7546
NGC 7546 ist eine Balken-Spiralgalaxie mit hoher Sternentstehungsrate vom Hubble-Typ SBbc im Sternbild Fische auf der Ekliptik. Sie ist schätzungsweise 379 Millionen Lichtjahre von der Milchstraße entfernt und hat einen Durchmesser von etwa 120.000 Lichtjahren.
Das Objekt wurde am 1. Oktober 1864 vom deutschen Astronomen Albert Marth entdeckt.
Im selben Himmelsareal befinden sich u. a. die Galaxien NGC 7533, NGC 7544, NGC 7554, NGC 7556.